# 玉皇四殿下

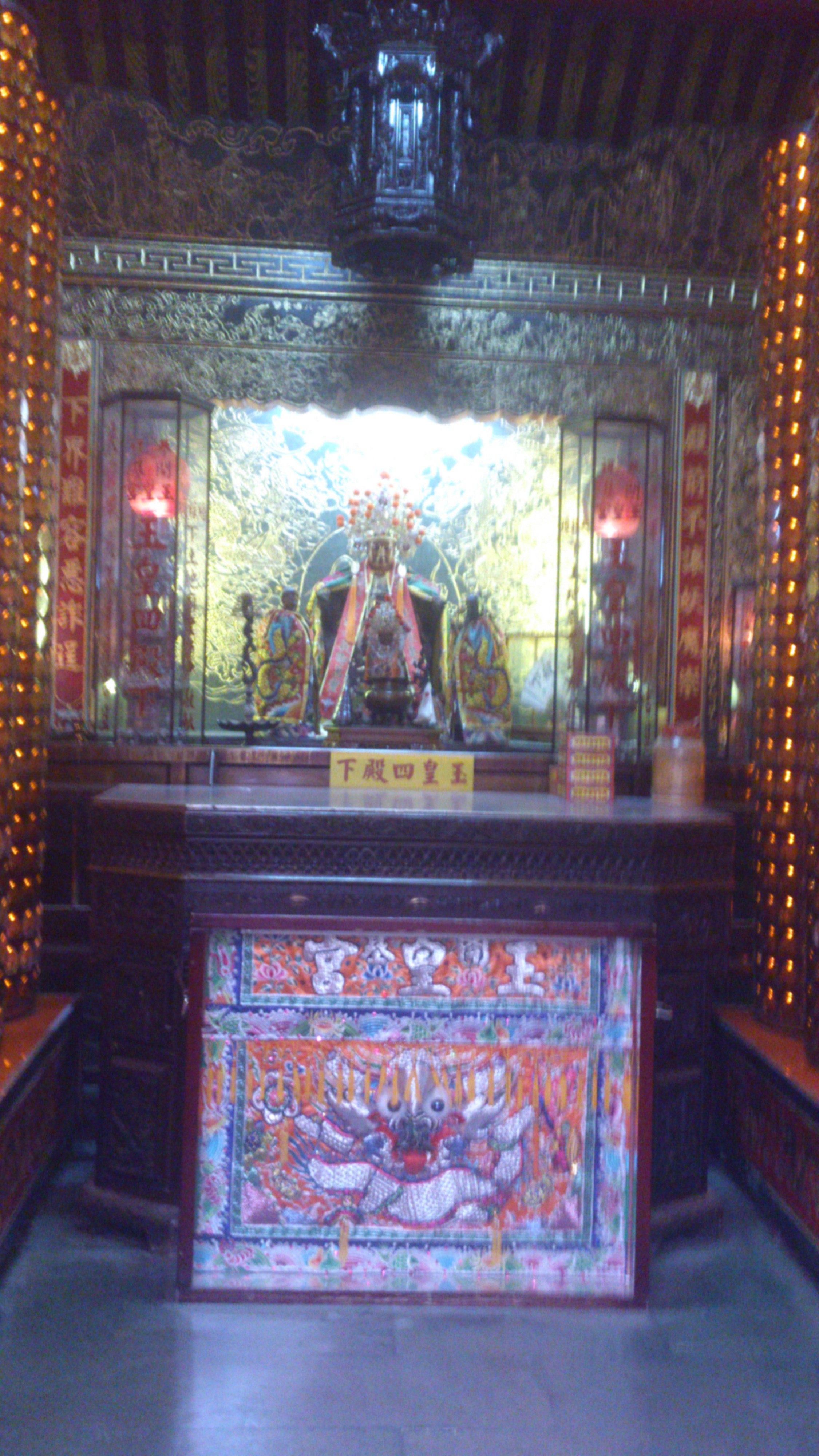
台南開基玉皇宮玉皇四殿下

玉皇四殿下為一台灣的道教神祇，玉皇上帝四子，亦稱玉皇四太子，聖誕為每年農曆五月初二。

## 由來
台灣的玉皇四殿下信仰來自泉州，但因祖廟早已於文革時期毀壞，其信仰起源目前尚不可考。根據台灣台南市開基玉皇宮沿革的紀載，明朝天啟四年（1624年），有一福建泉州府商人欲至台經商，與同伴至鄉廟恭請玉皇上帝、玉皇三公主娘的香火，與玉皇四太子殿下木雕神像來台南赤崁，將香火與神像供奉於尖山頂，並建一天壇，為台灣供奉玉皇上帝之始。明永曆二十四年（1670年）正式建廟，廟名為「玉皇太子宮」，又稱四舍廟，奉玉皇四太子為主神，為全台最先供奉四殿下的祖廟。
清嘉慶五年（1800年）地震，廟身年久失修，於是大行修廟並雕塑玉皇上帝、玉皇四殿下、玉皇三公主之神像，此時才正式改名開基玉皇宮，並尊奉玉皇上帝為主神，同年玉皇四太子被改稱為玉皇四殿下。

## 信仰
玉皇四殿下為開基玉皇宮出巡遶境的主神。開基玉皇宮二樓左龕獨立奉祀的玉皇四殿下前，對聯寫著「殿前不讓妖魔祟，下界難容惡詐逞。」，可見玉皇四殿下在信仰中扮演避妖保民的角色。另根據《中國方志叢書：台南文化新刊》的記載，昔玉皇太子廟，因太子年少時喜好戲水，海濱漁民也期望祂能保護戲水的兒童。

### 部將
玉皇四殿下的隨駕護法神分別為黃侍讀與關太尉，其中黃侍讀左手執書卷，右手執硃砂筆，陪侍玉皇四殿下校錄善惡、燮理陰陽；關太尉右手執掌彈丸，左手執弓箭，護持玉皇四殿下巡視凡間。兩位護法神聖壽皆與玉皇四殿下同祀。

### 卜問
開基玉皇宮沒有乩童，光復以前問事方式是以鑾轎，但僅限於玉皇四殿下，光復後則改採擲筊方式至今。

### 信仰分布
目前玉皇四殿下分靈以南部地區為多，而同樣奉祀於開基玉皇宮的玉皇三公主分靈則以北部較多。

## 神蹟
- 明朝永曆二十四年（1670年），鄭成功部將李世輝身患頑疾，經其子李世金設香案禱告後，果真痊癒。
- 玉皇四太子殿下於臺南市白河區關子嶺火山天公廟降駕，留詩云：「玉皇陛下眾群真，皇命在深究迷群，四御天星護真人，殿前共議渡亡靈，下降人間救良民。」此乃齊頭詩，揭示「玉皇四殿下」名號[9]。該廟虎邊牆上還留有當初四殿下奉旨巡視全台的事蹟。
- 民國77年（1988年），玉皇四殿下於台灣高雄縣六龜鄉寶來玉皇亭（今寶來開基玉皇玉聖宮），令乩身閉關，降著仁正聖經傳世[10]。

## 宮廟
- 台北市萬華區寶元金日宮：主祀玉皇四殿下，另供奉中壇元帥、濟公活佛、關聖帝君。
- 台南市北區台南開基玉皇宮：明永曆二十四年（1670年）創立，為台灣玉皇四殿下信仰之起源，也是台灣最古老的天公廟。[4]
- 台南市安南區布袋嘴寮玉寶殿：民國79年 ( 1990年 ) 吉時至開基玉皇宮奉請金尊開光。玉皇四殿下梁文官與范武將並於民國81年5月賜寶號。配祀玉皇三公主、正宮福德正神及黑虎將軍。<經台南開基玉皇宮之證實 本宮為全台南市以主祀玉皇四殿下第一座興建完成之廟宇>
- 台南市北區玉皇玉聖宮：民國77年（1988年）創立，為目前台灣信仰玉皇四殿下的最大宮廟。並提倡不焚化金紙與燃放鞭炮的道教信仰。[11]
- 台南市中西區凌霄寶殿：民國66年（1977年）創立，主祀玉皇上帝，配祀玉皇四殿下與玉皇三公主。[12]
- 台南市永康區龍潭天壇：昭和十一年（1936年）創立，主祀玉皇四殿下、吳府三千歲。

- 高雄市六龜區寶來開基玉皇玉聖宮天公廟：民國77年（1988年）創立，主祀玉皇上帝，配祀玉皇四殿下與玉皇三公主。
- 高雄市小港區太方宮：主祀 觀音佛祖、玉皇四殿下、天官武財神、神農大帝、九天太子、黑虎將軍。
- 高雄市五塊厝慈聖宮:主祀保生大帝，陪祀玉皇四殿下。
- 新北市板橋區板橋紫微宮：主祀金闕紫微大帝，陪祀玉皇四殿下、玉蒼大殿下。
- 南洋首間 殿下祖庭：馬來西亞柔佛新山 皇梵寺玉皇太子殿下祖庭（台南開基玉皇宮祖廟延脈認證）：主祀三十六天金闕·玉皇太子殿下，玉皇四殿下、玉皇三公主。
- 馬來西亞 吉打州天后宮 主祀天上聖母

## 外部連結
- 台南開基玉皇宮 （页面存档备份，存于）
- 台南玉皇玉聖宮 （页面存档备份，存于）
- 台南龍潭天壇
- 寶來開基玉皇玉聖宮-天公廟
- 火山碧雲寺清虛宮天公廟 （页面存档备份，存于）
- 馬來西亞-皇梵寺玉皇太子殿下祖庭 （页面存档备份，存于）